# Rinodina badiexcipula
Rinodina badiexcipula är en lavart som beskrevs av Sheard. Rinodina badiexcipula ingår i släktet Rinodina och familjen Physciaceae.   Inga underarter finns listade i Catalogue of Life.